# Адам Даријус
Адам Даријус (енгл. Adam Darius; Њујорк, 10. мај 1930 — Еспо, 3. децембар 2017) био је амерички плесач, пантомимичар, писац и кореограф. Као извођач, наступао је у 85 земаља на шест континената. Објавио је 13 књига и написао 21 драмски комад.
Радио је, међу осталим, са Жан-Луј Баром, Ингмар Бергманом, Пласидо Домингом и Кејт Буш, коју је подучио у области покрета.
Као соло уметник, у дуету са Казимир Колесником или са Адам Дариус Компани, често је посећивао Балкан, наступајући у више наврата на љубљанском Фестивалу, као и у Новом Саду, Дубровнику, Сплиту, Скопљу, Софији, Пловдиву, Бургасу, Старој Загори и Варни у Бугарској. Добитник је сребрне медаље на Београдском фестивалу монодраме и пантомиме, 1976.
У мају 2010. наступио је у дуету са Казимиром Колесниковим на 13. Театар Фесту у Сарајеву, са представом „Смрт страшила“ (Death of a Scarecrow).
У емисији посвећеној његовој каријери, на каналу BBC World Service, описан је као „један од најистакнутијих талената 20. века“.
Адам Даријус је живео у Хелсинкију, Финска.

## Књиге Адама Даријуса
| Аутор        | #  | Године | Наслов | Стр. | Град     | ISBN               | Жанр               |
| ------------ | -- | ------ | ------ | ---- | -------- | ------------------ | ------------------ |
| Адам Даријус | 1  | 1973.  |        | 325  | Лондон   | 978-0-9502707-0-8. | Аутобиографија     |
| Адам Даријус | 2  | 1978.  |        | 276  | Лондон   | 978-0-9502707-1-5. | Аутобиографија     |
| Адам Даријус | 3  | 1984.  |        | 270  | Лондон   | 978-0-9502707-2-2. | Педагогија         |
| Адам Даријус | 4  | 1988.  |        | 251  | Лондон   | 978-0-9502707-3-9. | Роман              |
| Адам Даријус | 5  | 1991.  |        | 115  | Лондон   | 978-0-9502707-4-6. | Филозофија         |
| Адам Даријус | 6  | 1996.  |        | 97   | Хелсинки | 978-952-90-7188-3. | Педагогија         |
| Адам Даријус | 7  | 1998.  |        | 208  | Хелсинки | 978-952-90-9146-1. | Педагогија         |
| Адам Даријус | 8  | 2000.  |        | 128  | Хелсинки | 978-951-98232-0-1. | Педагогија         |
| Адам Даријус | 9  | 2003.  |        | 202  | Хелсинки | 978-951-98232-1-8. | Роман              |
| Адам Даријус | 10 | 2004.  |        | 250  | Хелсинки | 978-951-98232-2-5. | Аутобиографија     |
| Адам Даријус | 11 | 2005.  |        | 63   | Хелсинки | 978-951-98232-3-2. | добробити животиња |
| Адам Даријус | 12 | 2007.  |        | 407  | Хелсинки | 978-951-98232-4-9. | Аутобиографија     |
| Адам Даријус | 13 | 2009.  |        | n/a  | n/a      | 978-952-92-5476-7. | Роман              |